# Goldie
Goldie właśc. Clifford Price (ur. 19 września 1965) – brytyjski DJ i producent muzyki elektronicznej.

## Kariera
Goldie jest uważany za jednego z najważniejszych twórców w historii nurtu drum'n'bass. W 1993 założył promującą tę muzykę wytwórnię Metalheadz, a Timeless – jego płyta z 1995 – często jest uważana za szczytowe osiągnięcie gatunku. Kolejne jego albumy nie odniosły już podobnego sukcesu, ani artystycznego, ani komercyjnego.
W połowie lat 90. artysta rozpoczął karierę filmową. Pojawił się w epizodycznych rolach w Świat to za mało i obrazie Przekręt Guya Ritchiego. Zagrał również rolę Terry’ego w filmie Wojna gangów. Wcześniej, jeszcze w latach 80., zajmował się także graffiti.

## Dyskografia
- Timeless (1995)
- Ring of Saturn (1998)
- Saturnzreturn (1998)
- INCredible Sound Of Drum'n'Bass (1999)
- Goldie.co.uk (2001)
- MDZ.04 (2004)
- Sine Tempus (2008)
- The Journey Man (2017)